# Remšnik
Remšnik je naselje v Občini Radlje ob Dravi. Ima 225 prebivalcev.